# Liste des avions de chasse de quatrième génération
La quatrième génération de chasseur à réaction est une classification générale des avions de combat mis en service entre 1980 et 2005. Elle représente des concepts et designs développés dans les années 1970.

## Histoire
La quatrième génération de chasseur à réaction est une classification générale des avions de combat en service à partir de 1980 jusqu’à nos jours. Elle représente des concepts et designs développés dans les années 1970. La conception de la quatrième génération est fortement influencée par les enseignements tirés de la précédente génération d'avions de combat. Les missiles air-air longue portée, d'abord conçus pour rendre les combats aériens rapprochés obsolètes, se sont avérés moins influents que prévu et ont engendré un accent renouvelé sur la maniabilité. Pendant ce temps, les coûts croissants des avions militaires en général et le succès démontré des avions comme le F-4 Phantom II ont donné lieu à un développement d’avions de combat polyvalents et multi rôles. La maniabilité est renforcée par le développement de la Relaxed stability (en), rendue possible par l'introduction des systèmes de commande de vol, notamment électriques (en anglais, fly-by-wire ou FBW), eux-mêmes rendus possibles grâce aux progrès des ordinateurs, de l'informatique et des techniques d'intégration de systèmes. L’avionique nécessaire pour activer les opérations FBW est devenue une exigence fondamentale et a commencé à être remplacée par des systèmes numériques de contrôle de vol dans la seconde moitié des années 1980.
La modernisation des systèmes tels que le radar tridimensionnel à balayage électronique (Actif Electronically Scanned Array (AESA)) et l’optronique militaire avec la veille infrarouge, a permis une amélioration spectaculaire des capacités de ces avions de chasse et a mené à de nouveaux concepts dans les années 1990 que le gouvernement américain désigna génération 4.5 (ou 4++) comme une génération de chasseur intermédiaire. Cette mesure vise à désigner la mise à jour évolutive de la 4e génération avec une avionique intégrée évoluée, les efforts avancés pour rendre l'avion moins facilement détectable et traçable en réponse à l'avancement des technologies missiles et radar, comme l’utilisation de matériaux absorbants les ondes émises par les radars, mais pas une configuration de furtivité intégrale (armement compris) et radar d'interception discret (Low probability of intercept radar (en)) de la cinquième génération d'aéronefs tels que le F-22 Raptor et le F-35 Lightning II. Les États-Unis définissent les avions de chasse de génération 4.5 comme des jets mis à niveau avec un radar type AESA, une capacité de liaison de données améliorée, une avionique moderne informatisée, et disposant de la capacité de déployer un armement de pointe présent et raisonnablement prévisible,. Cette représentation générationnelle américaine, qui voit l'avion de combat habité à furtivité passive comme étant l'avenir, la cinquième génération d'avions, ne fait cependant pas consensus au niveau mondial. Ainsi à propos du Rafale le général Denis Mercier, Chef d’état-major de l’armée de l’Air française, déclare qu'il est « par bien des aspects un avion de cinquième génération plutôt que de quatrième génération » et précise « On pourrait m’objecter qu’il n’est pas assez furtif, mais je ne crois guère à la pertinence de la furtivité ».

## Avion de quatrième génération

### En service
Les lignes en surbrillance bleue signifient que l'avion est considéré par certains classement comme appartenant à une génération intermédiaire dite « génération 4+ », « génération 4++ » ou « génération 4.5 »,, à mi-chemin entre les générations 4 et 5. Tous les avions de cette génération de transition ont été mis en service à partir des années 2000 et marquent la fin de la 4e génération d'avions de chasse[pourquoi ?].
Pour les appareils soviétiques, russes et chinois, est spécifié en italique leur nom de code OTAN, par lequel ils sont parfois connus en Occident.
| Mise en service | Images | Pays d'origine                       | Fabricant                          | Nom                    | Pays utilisateurs |
| --------------- | ------ | ------------------------------------ | ---------------------------------- | ---------------------- | --- |
| 1974            |        | États-Unis                           | Grumman                            | F-14 Tomcat            | - États-Unis - Iran |
| 1975            |        | Israël                               | IAI                                | Kfir                   | - Israël - Colombie - Équateur - Sri Lanka |
| 1976            |        | États-Unis                           | McDonnell Douglas (Boeing)         | F-15 Eagle             | - États-Unis - Arabie saoudite - Israël |
| 1978            |        | États-Unis                           | General Dynamics (Lockheed Martin) | F-16 Fighting Falcon   | - États-Unis - Bahreïn - Belgique - Chili - Corée du Sud - Danemark - Égypte - Émirats arabes unis - Grèce - Indonésie - Irak - Israël - Italie - Jordanie - Maroc - Norvège - Oman - Pakistan - Pays-Bas - Pologne - Portugal - Roumanie - Singapour - Russian Olympic Committee - Thaïlande - Turquie - Venezuela |
| 1981            |        | États-Unis Japon                     | McDonnell Douglas Mitsubishi       | F-15J Eagle            | - Japon |
| 1982            |        | France                               | Dassault                           | Mirage 2000            | - France - Brésil - Égypte - Émirats arabes unis - Grèce - Inde - Pérou - Qatar - Russian Olympic Committee |
| 1982            |        | Union soviétique                     | Mikoyan-Gourevitch                 | MiG-31 Foxhound        | - Union soviétique - Russie - Kazakhstan |
| 1983            |        | États-Unis                           | McDonnell Douglas (Boeing)         | F/A-18 Hornet          | - États-Unis - Australie - Canada - Espagne - Finlande - Koweït - Malaisie - Suisse |
| 1983            |        | Union soviétique                     | Mikoyan-Gourevitch                 | MiG-29 Fulcrum         | - Union soviétique - Russie - Algérie - Allemagne - Allemagne de l'Est - Azerbaïdjan - Bangladesh - Biélorussie - Birmanie - Bulgarie - Corée du Nord - Cuba - Érythrée - Hongrie - Inde - Irak - Iran - Kazakhstan - Ouzbékistan - Pérou - Malaisie - Mongolie - Pologne - Roumanie - Serbie - Serbie-et-Monténégro - Slovaquie - Soudan - Syrie - Tchad - Tchécoslovaquie - Tchéquie - Turkménistan - Ukraine - Yémen - Yémen du Sud - Yougoslavie |
| 1985            |        | Royaume-Uni                          | Panavia                            | Tornado ADV            | - Royaume-Uni - Italie - Arabie saoudite |
| 1985            |        | Union soviétique                     | Soukhoï                            | Su-27 Flanker          | - Union soviétique - Russie - Angola - Biélorussie - Chine - Érythrée - Éthiopie - Indonésie - Kazakhstan - Mongolie - Ouzbékistan - Ukraine - Vietnam |
| 1988            |        | États-Unis                           | McDonnell Douglas (Boeing)         | F-15E Strike Eagle     | - États-Unis - Arabie saoudite - Corée du Sud - Israël - Singapour |
| 1992            |        | Chine                                | Xian                               | JH-7 Flounder          | - Chine |
| 1994            |        | Russian Olympic Committee États-Unis | AIDC (en) General Dynamics         | F-CK-1 Ching-Kuo       | - Russian Olympic Committee |
| 1996            |        | Suède                                | Saab                               | JAS 39 Gripen          | - Suède - Afrique du Sud - Brésil - Hongrie - Tchéquie - Thaïlande |
| 1996            |        | Russie                               | Soukhoï                            | Su-30 Flanker-C        | - Russie - Algérie - Angola - Arménie - Biélorussie - Chine - Inde - Indonésie - Kazakhstan - Ouganda - Venezuela - Vietnam |
| 1998            |        | Russie                               | Soukhoï                            | Su-33 Flanker-D        | - Russie |
| 1998            |        | Chine                                | Shenyang                           | J-11 Flanker-B+        | - Chine |
| 1999            |        | États-Unis                           | McDonnell Douglas (Boeing)         | F/A-18E/F Super Hornet | - États-Unis - Australie |
| 2000            |        | Japon États-Unis                     | Mitsubishi                         | F-2                    | - Japon |
| 2001            |        | France                               | Dassault                           | Rafale                 | - France - Croatie - Égypte - Grèce - Inde - Qatar |
| 2002            |        | Inde Russie                          | HAL Sukhoi                         | Su-30MKI Flanker-H     | - Inde |
| 2004            |        | Allemagne Espagne Italie Royaume-Uni | Eurofighter                        | Typhoon                | - Allemagne - Espagne - Italie - Royaume-Uni - Arabie saoudite - Autriche - Koweït - Oman |
| 2005            |        | Chine                                | Chengdu                            | J-10 Firebird          | - Chine |
| 2010            |        | Pakistan Chine                       | PAC (en) Chengdu                   | JF-17 Thunder          | - Pakistan - Birmanie - Nigeria |
| 2012            |        | Russie                               | Soukhoï                            | Su-35 Flanker-E        | - Russie - Chine - Égypte |
| 2012            |        | Chine                                | Shenyang                           | J-15                   | - Chine |
| 2015            |        | Inde                                 | HAL                                | Tejas                  | - Inde |
| 2017            |        | Russie                               | Mikoyan-Gourevitch                 | MiG-35 Fulcrum-F       | - Russie |

### En développement
- Corée du Sud
  - KAI FA-50
  - KAI KF-21 Boramae, de génération 4++

### Programmes abandonnés
- Argentine
  - FMA SAIA 90 (en)
- France
  - Dassault Mirage 4000
- Israël
  - IAI Lavi
  - IAI Nammer (en)
- Chine
  - Chengdu J-9
  - Shenyang J-13 (en)
- Roumanie
  - IAR 95 (en)
- Afrique du Sud
  - Atlas Carver (en)
- Russie -  Union soviétique
  - Mikoyan Project 1.44
  - Yakovlev Yak-141
  - Yak-43 (en)
  - Yakovlev Yak-45 (en)
- Russie- Iran
  - M-ATF (sl)
- États-Unis
  - Northrop YF-17
  - Northrop F-20 Tigershark
  - Boeing F-15SE Silent Eagle
- Yougoslavie
  - Novi Avion